# Maay jezik
Maay jezik (af-maay, af-maay tiri, af-may, af-maymay, rahanween, rahanweyn; ISO 639-3: ymm), jedan od šest somalskih jezika šire istočnokušitske skupine, kojim govori 1 860 000 ljudi (2006). poglavito u Somaliji, ali i na području Kenije, Etiopije, Sudana, kao i po SAD-u. .
Maay govornici članovi su plemenskog saveza Rahanweyn koji se služe raznim dijalektima, ili jezicima. Dijalekt af-helledi, tajni je jezik kojim se služe lovci. Plemena Tunni, Jiiddu, Garre i Dabarre njime se služe kao drugim jezikom.

## vanjske poveznice
- Ethnologue (14th)
- Ethnologue (15th)